# بابای همشون
بابای همشون (انگلیسی: The Daddy of Them All) یک فیلم کمدی صامت کوتاه به تهیه کنندگی آرتور هاتلینگ است که در سال ۱۹۱۴ منتشر شد. از بازیگران این فیلم می‌توان به بیلی باورز، اولیور هاردی، برت تریسی و هری لورین اشاره کرد.